# Chasanskij rajon
Il Chasanskij rajon (in russo Хаса́нский райо́н?) è un rajon (distretto) del Territorio del Litorale, nell'estremo oriente russo; il capoluogo è l'insediamento di tipo urbano di Slavjanka.
Si estende lungo la costa all'estremità sudoccidentale del Territorio del Litorale, presso i confini della Russia con la Corea del Nord e la Cina. La linea costiera, affacciata sul golfo di Pietro il Grande, è molto articolata, con presenza di numerose isole e penisole.